# Jelša (gmina Šmartno pri Litiji)
Jelša – wieś w Słowenii, w gminie Šmartno pri Litiji. W 2018 roku liczyła 114 mieszkańców.